# Qinzhou
Pour les articles homonymes, voir Qinzhou (homonymie).
Qinzhou (钦州 ; pinyin : Qīnzhōu) est une ville du sud de la région autonome du Guangxi en Chine.

## Démographie
La population du district était de 3 791 100 habitants en 2010, dont 26.5 % de Zhuang, groupe ethnique principalement concentré dans cette région.

## Économie
En 2004, le PIB total a été de 17,5 milliards de yuans, et le PIB par habitant de 5 131 yuans.

## Subdivisions administratives
La ville-préfecture de Qinzhou exerce sa juridiction sur quatre subdivisions - deux districts et deux xian :
- le district de Qinnan - 钦南区 Qīnnán Qū ;
- le district de Qinbei - 钦北区 Qīnběi Qū ;
- le xian de Lingshan - 灵山县 Língshān Xiàn ;
- le xian de Pubei - 浦北县 Pǔběi Xiàn.